# Randy Quaid

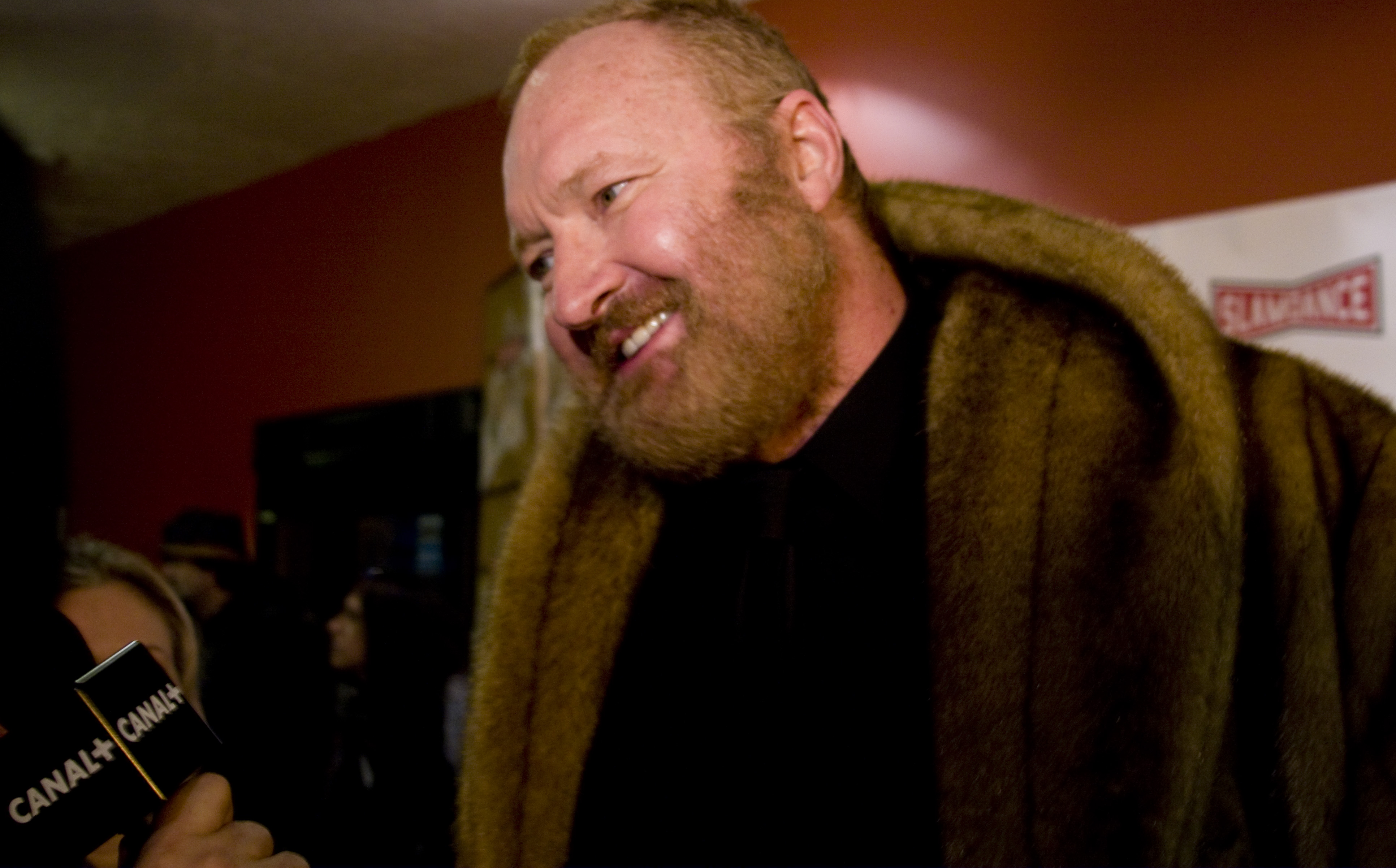
Randy Quaid (2008)

Randy Quaid (* 1. Oktober 1950 in Houston, Texas) ist ein US-amerikanischer Schauspieler, der seit den frühen 1970er-Jahren eine Vielzahl an profilierten Charakterrollen spielte. Er ist der ältere Bruder des Schauspielers Dennis Quaid und der Onkel des Schauspielers Jack Quaid.

## Leben und Karriere
Randy Quaid wuchs als Sohn eines Elektrikers und einer Immobilienmaklerin im texanischen Bellaire auf. Noch während seines Schauspielstudiums an der University of Houston erhielt er seine erste Filmrolle in Peter Bogdanovichs Filmdrama Die letzte Vorstellung, er spielte hierin einen gelangweilten Sohn aus reichem Hause. Der große Erfolg von Die letzte Vorstellung verschaffte ihm anschließend weitere Filmrollen in Hollywood. Für seine Darstellung eines unverhältnismäßig hart verurteilten Matrosen im Hal-Ashby-Film Das letzte Kommando (1973) wurde er für einen Oscar als Bester Nebendarsteller nominiert. 1978 spielte er eine Nebenrolle als Gefangener in Alan Parkers Filmdrama 12 Uhr nachts – Midnight Express.
Der kraushaarige, hochgewachsene Schauspieler spielte im Laufe seiner Filmkarriere eine Vielzahl sehr unterschiedlicher Nebenrollen, von Rollen als klassischer Redneck (beispielsweise Schöne Bescherung) bis zum amerikanischen Präsidenten (LBJ: The Early Years) oder spanischen König (Goyas Geister). Nachdem er zuerst vor allem durch ernstere Filmrollen aufgefallen war, spielte er ab Die schrillen Vier auf Achse den schrillen, arbeitslosen Cousin Eddie in mehreren der National-Lampoon-Filmkomödien. Von 1985 bis 1991 gehörte er zum Ensemble der US-amerikanischen Sketchshow Saturday Night Live und konnte dort ebenfalls sein komödiantisches Talent unter Beweis stellen. Für seine Darstellung des amerikanischen Präsidenten Lyndon B. Johnson im Fernsehfilm LBJ: The Early Years wurde er 1988 mit dem Golden Globe Award ausgezeichnet.
In seiner Laufbahn war er zudem dreimal für den Emmy nominiert, zuletzt für seine Darstellung des Musikmanagers Colonel Tom Parker in dem zweiteiligen Fernsehfilm Elvis (2005).
In den 1990er-Jahren spielte Quaid unter anderem in erfolgreichen Hollywood-Filmen wie Kingpin und als mutiger Pilot in Independence Day. Seine Darstellung eines homophoben Ranchers in Brokeback Mountain (2005) brachte ihm eine Nominierung für den Screen Actors Guild Award ein. Kurz nach der Veröffentlichung des Filmes verklagte Quaid die Produzenten des Films auf 10 Millionen US-Dollar plus Punitive damages, da sie ihm den Film als ein Low-Budget-Projekt ohne Aussicht auf Gewinn präsentiert hatten, um seine Mitarbeit zu einer geringeren Gage zu sichern. Im Mai 2006 nahm Quaid seine Klage zurück, nachdem das Studio weitere Zahlungen in Aussicht stellte.
Seit 2009 wirkte Quaid, hauptsächlich wegen seiner noch anhaltenden Auseinandersetzung mit der US-Justiz, fast zehn Jahre lang an keinem Film mehr mit. Erst 2018 folgte in Weight ein weiterer Auftritt.

## Privates
Sein jüngerer Bruder Dennis Quaid folgte seinem Bruder mit Erfolg ins Schauspielgeschäft. Randy Quaid ist seit 1989 mit der Produzentin Evi Motolanez verheiratet. Aus einer früheren Ehe hat er ein Kind.
Im September 2010 wurden Quaid und Motolanez wegen Hausfriedensbruchs in Kalifornien festgenommen. Das Paar soll illegal in dem Haus in Montecito gewohnt haben, in dem sie früher einmal gelebt hatten. Die Quaids erklärten, das Haus gehöre seit den 1990er Jahren ihnen. Doch der Grundstückseigentümer, der die Polizei rief, legte Dokumente vor, wonach er das Haus 2007 einem Mann abkaufte, der es einige Jahre zuvor von den Quaids übernommen hatte. Die beiden sollen Schäden von 5000 Dollar (3800 Euro) verursacht haben, behauptete der Eigentümer. Beide kamen einen Tag später gegen Zahlung von 50.000 Dollar (38.000 Euro) Kaution wieder frei.
Am 23. September 2010 wurden sie in Kanada festgenommen, da sie gegen Einwanderungsvorschriften verstoßen haben sollen. Beide durften aber, da Evi Quaid die kanadische Staatsbürgerschaft hat, in Kanada bleiben. Sie wurden daraufhin aus dem Sicherheitsgewahrsam entlassen. 2015 zogen sie von Kanada zu Evis Vater nach Vermont, wobei das Ehepaar nach Überquerung der Staatsgrenze erneut kurzzeitig in Haft war, ehe sie freigelassen wurden.
Quaid verbreitete in den letzten Jahren häufiger Verschwörungstheorien und behauptete 2010 bei einer Pressekonferenz in Vancouver, dass eine Verschwörergruppe in Hollywood namens Star Whackers ihn wegen seiner Royaltys umbringen wolle. Einige seiner Freunde wie Heath Ledger und David Carradine seien bereits von dieser Gruppe ermordet worden. Aus diesem Grund habe er nach Kanada fliehen müssen.

## Filmografie (Auswahl)
- 1971: Die letzte Vorstellung (The Last Picture Show)
- 1972: Is’ was, Doc? (What’s Up, Doc?)
- 1973: Paper Moon
- 1973: Das letzte Kommando (The Last Detail)
- 1974: Duddy will hoch hinaus (The Apprenticeship of Duddy Kravitz)
- 1975: Der Mann ohne Nerven (Breakout)
- 1976: Duell am Missouri (The Missouri Breaks)
- 1976: Dieses Land ist mein Land (Bound for Glory)
- 1977: Die Chorknaben (The Choirboys)
- 1978: Michael, der Indianerjunge (Three Warriors)
- 1978: 12 Uhr nachts – Midnight Express (Midnight Express)
- 1979: Der letzte Coup der Dalton Gang (The Last Ride of the Dalton Gang)
- 1980: Jeanies Clique (Foxes)
- 1980: Long Riders (The Long Riders)
- 1980: Das Guyana-Massaker (Guyana Tragedy: The Story of Jim Jones)
- 1981: Herzquietschen (Heartbeeps)
- 1982: Inside the Third Reich
- 1983: Die schrillen Vier auf Achse (National Lampoon’s Vacation)
- 1984: Endstation Sehnsucht (A Streetcar Named Desire)
- 1984: The Wild Life
- 1985: Die Frau des Profis (The Slugger’s Wife)
- 1985: Fool for Love
- 1985–1991: Saturday Night Live (Fernsehserie)
- 1986: Interceptor (The Wraith)
- 1987: Dear America – Briefe aus Vietnam (Dear America: Letters Home from Vietnam) (Stimme von Cpl. Kevin Macaulay)
- 1987: Geliebtes Land (Sweet Country)
- 1987: LBJ: The Early Years
- 1987: No Man’s Land – Tatort 911 (No Man’s Land)
- 1988: Tau mich auf, Liebling (Out Cold)
- 1988: Moving – Rückwärts ins Chaos (Moving)
- 1988: Caddyshack II
- 1989: Pfui Teufel – Daddy ist ein Kannibale (Parents)
- 1989: Schöne Bescherung (National Lampoon’s Christmas Vacation)
- 1990: Texasville
- 1990: Cold Dog – Zur Hölle mit dem Himmelhund (Cold Dog Soup)
- 1990: Martians Go Home – Die ausgeflippten Außerirdischen (Martians Go Home)
- 1990: Tage des Donners (Days of Thunder)
- 1990: Ein verrückt genialer Coup (Quick Change)
- 1992: Frankenstein (Fernsehfilm)
- 1993: Murder in the Heartland (Mini Serie) als Elmer Scheele
- 1993: Freaks (Freaked)
- 1994: Schlagzeilen (The Paper)
- 1994: Die Indianer von Cleveland II (Major League II)
- 1994: Der Fluch der hungernden Klasse (Curse of Starving Class)
- 1995: Bye Bye, Love
- 1996: Last Dance
- 1996: Die Belagerung von Ruby Ridge (The Siege at Ruby Ridge)
- 1996: Independence Day
- 1996: Kingpin – Zwei Trottel auf der Bowlingbahn (Kingpin)
- 1996: Auf engstem Raum (Get on the Bus)
- 1997: Die schrillen Vier in Las Vegas (National Lampoon’s Vegas Vacation)
- 1998: Bug Buster
- 1998: Last Rites – Sakrament für einen Mörder (Last Rites)
- 1998: Hard Rain
- 1999: Kampf der Kobolde – Die Legende einer verbotenen Liebe (The Magical Legend of the Leprechauns)
- 1999: Showdown auf dem Weg zur Hölle (Purgatory)
- 1999: Fünf Freunde in geheimer Mission (P.U.N.K.S.)
- 1999: The Debtors
- 2000: E-Mail ans Weiße Haus (Mail to the Chief)
- 2000: Die Abenteuer von Rocky & Bullwinkle (The Adventures of Rocky & Bullwinkle)
- 2001: The Day the World Ended – Tod aus dem All (The Day the World Ended)
- 2001: Nicht noch ein Teenie-Film! (Not Another Teen Movie)
- 2002: Pluto Nash – Im Kampf gegen die Mondmafia (The Adventures of Pluto Nash)
- 2002: Frank McKlusky – Mann für besondere Fälle (Frank McKlusky, C.I.)
- 2003: Carolina – Auf der Suche nach Mr. Perfect (Carolina)
- 2003: Kart Racer
- 2003: Grind – Sex, Boards & Rock’n’Roll (Grind)
- 2003: Schöne Bescherung 2 – Eddie geht baden (Christmas Vacation 2: Cousin Eddie’s Island Adventure)
- 2003: Black Cadillac
- 2004: 5ive Days to Midnight (Fernseh-Miniserie, 5 Folgen)
- 2004: Category 6 – Der Tag des Tornado (Category 6: Day of Destruction)
- 2004: Die Kühe sind los (Home on the Range, Stimme von Alameda Slim)
- 2005: Elvis (Fernsehfilm)
- 2005: Brokeback Mountain
- 2005: The Ice Harvest
- 2005: Category 7 – Das Ende der Welt (Category 7: The End of the World)
- 2006: Blade – Die Jagd geht weiter (Blade: The Series, Fernsehserie)
- 2006: Goyas Geister (Goya’s Ghosts)
- 2008: Real Time
- 2009: Ball’s Out: The Gary Houseman Story
- 2018: Weight
- 2024: The Christmas Letter

## Auszeichnungen und Nominierungen
- 1974: Nominiert—Academy Award bester Nebendarsteller (Das letzte Kommando)
- 1974: Nominiert—BAFTA Award bester Nebendarsteller (Das letzte Kommando)
- 1974: Nominiert—Golden Globe Award bester Nebendarsteller (Das letzte Kommando)
- 1988: Golden Globe Award bester Hauptdarsteller (LBJ: The Early Years)
- 1988: Nominiert—Primetime Emmy Award bester Hauptdarsteller (LBJ: The Early Years)
- 1990: Nominiert-Independent Spirit Award bester Hauptdarsteller (Pfui Teufel – Daddy ist ein Kannibale)
- 2006: Nominiert-Gotham Award bestes Ensemble (Brokeback Mountain)
- 2006: Nominiert-Screen Actors Guild Award bestes Ensemble (Brokeback Mountain)
- 2006: Satellite Award bester Nebendarsteller (Elvis)
- 2006: Nominiert—Golden Globe Award bester Nebendarsteller (Elvis)
- 2006: Nominiert—Primetime Emmy Award bester Nebendarsteller (Elvis)